# Полищук, Владимир Иванович
Владимир Иванович Полищук — советский хозяйственный и политический деятель.

## Биография
Родился в 1933 году в Николаевской области Украинской ССР. Член КПСС.
Окончил Одесский институт морского транспорта.
В 1957—1975 гг. — инженер проектной конторы, главный инженер складского хозяйства, главный инженер по комплектации капитального строительства, главный инженер управления снабжения Норильского горно-металлургического комбината им. А. П. Завенягина.
В 1975—1987 гг. — начальник снабжения Норильского горно-металлургического комбината им. А. П. Завенягина.
В 1987—2000 гг. — директор Мурманской конторы, заместитель директора по материально-техническому снабжению, директор Московской конторы Норильского горно-металлургического комбината им. А. П. Завенягина, заместитель генерального директора РАО «Норильский никель».
За разработку конструкций, освоение серийного производства и внедрение в эксплуатацию портальных кранов, обеспечивших прогрессивные методы механизации работ в судостроении, на предприятиях морского флота и других отраслей народного хозяйства был в составе коллектива удостоен Государственной премии СССР в области науки и техники 1981 года.
Почётный гражданин Норильска (1987).
Живёт в Москве.

## Награды
- Орден Октябрьской Революции
- Орден Трудового Красного Знамени
- Орден Почёта